# Zuzanna Radecka
Zuzanna Radecka, född den 2 april 1975, är en polsk friidrottare som tävlar i kortdistanslöpning.
Radeckas främsta merit är att hon ingick i det polska stafettlag över 4 x 400 meter som blev bronsmedaljörer vid EM 2002. Individuellt deltog hon vid Olympiska sommarspelen 2000 på 200 meter där hon blev utslagen i försöken. Hon har även deltagit vid VM 1999 och vid VM 2007 utan att ta sig vidare till semifinalen.

## Personliga rekord
- 200 meter - 22,96
- 400 meter - 51,85